# Aldbourne
Aldbourne es una parroquia civil situada en Wiltshire, Inglaterra (Reino Unido). Según el censo de 2021, tiene una población de 1900 habitantes.